# Arne Hovde
Arne Hovde, född den 28 augusti 1914 i Vikersund, död den 12 juni 1935, var en norsk backhoppare som tävlade på 1930-talet. Han representerade Vikersund IF.

## Karriär
Hovde deltog i backhoppning vid VM 1934 i Sollefteå. Där vann han en silvermedalj 3,5 poäng efter landsmannen Kristian Johansson och säkrade en norsk dubbeltseger. Sven Eriksson (senare: Sven Selånger) vann bronsmedaljen 1,9 poäng efter Hovde. 

## Övrigt
Arne Hovde var bror till längdskidåkaren og backhopparen Kristian Hovde.